# Kleinkastell Henchir el-Hadjar

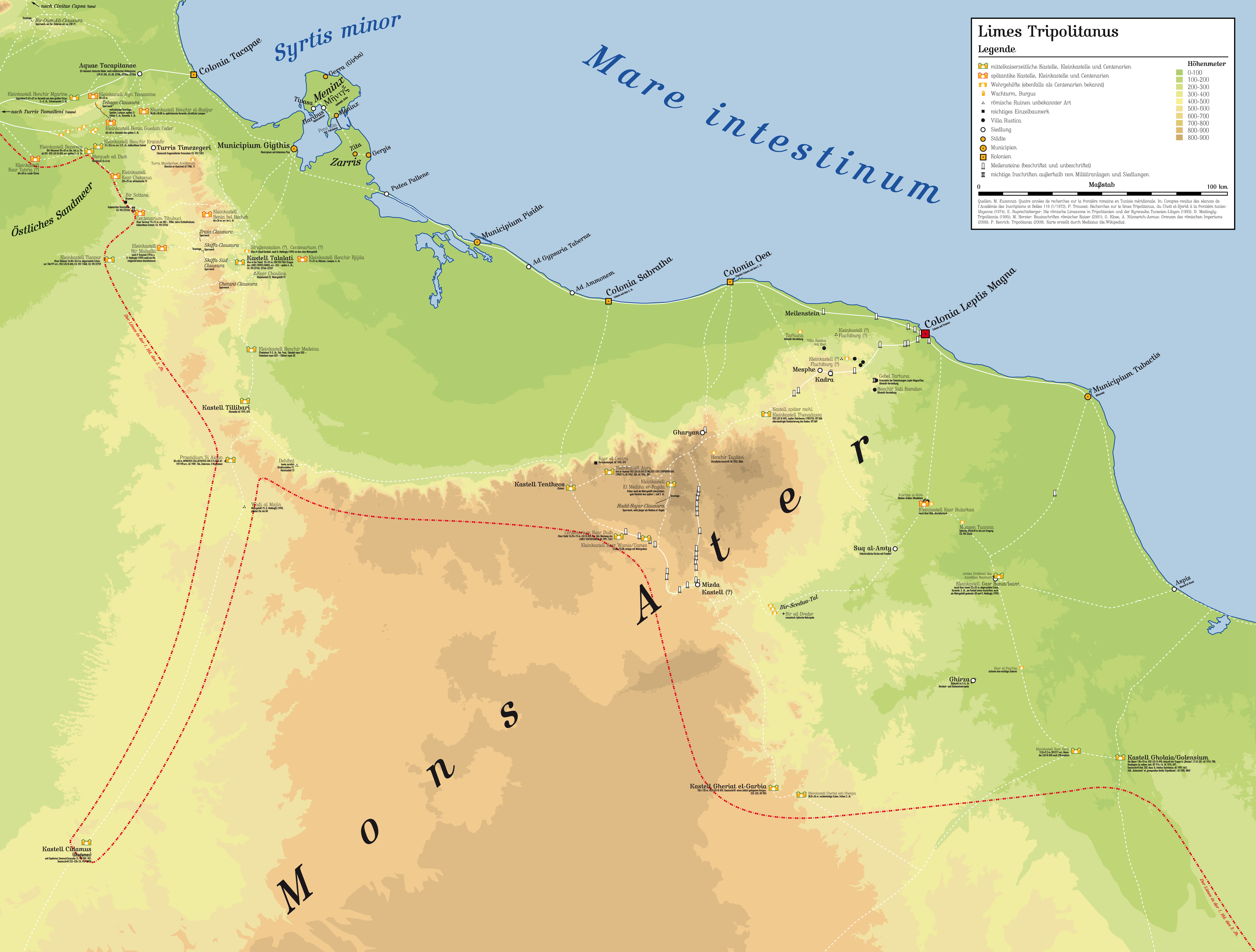
Das Kleinkastell (links) im Verbund des Limes Tripolitanus.

Das Kleinkastell Henchir el-Hadjar, ursprünglich auch als Henchir-M’himès bekannt, ist ein spätrömisches Militärlager, dessen Besatzung für rückwärtige Sicherungs- und Überwachungsaufgaben am Limes Tripolitanus in der Provinz Tripolitania zuständig war. Die Grenzanlagen bildete hier ein tiefgestaffeltes System von Kastellen und Militärposten. Der kleine Grenzschutzposten befindet sich am nordöstlichen Ausgang der Tebaga-Enge in Südtunesien, Gouvernement Gabès.

## Lage
Henchir el-Hadjar, östlich der Mündung des Wadis Melab und westlich des Wadis Taoujout, liegt in der westlich des Djebel Bessioud beginnenden Ebene von Sidi Guenaou. Es war in diesem Bereich die östlichste Militärbasis des tripolitanischen Limes. Seine Position inmitten des nordöstlichen Ausgang der sich hier weit öffnenden Tebaga-Enge ließ eine Überwachung mehrerer sich kreuzenden Fernstraßen zu. So blieben nicht nur die Verbindungen von der Küstenstadt Tacapae (Gabès) über die Enge zu den westlich gelegenen Wüstenoasen im Auge des Militärs, sondern auch eine von Nordwesten nach Südosten verlaufende Trasse entlang der Gebirgszüge des Djebel Tebaga und des Berglandes von Dahar. Die eigentliche Kontrolle der Grenzgänger übernahm eine Wachstation an der Tebaga-Clausura, einer mit Wall, Graben, Mauern und Wachtürmen gesicherten Sperranlage an der schmalsten Stelle der Enge, die den Grenzverkehr auf einen einzigen Übergang beschränkte. Ein weiterer Übergang etwas südlicher über das dort bereits ansteigende Matmatagebirge, den nördlichsten Abschluss des Dahar, musste ebenfalls von den römischen Truppen überwacht werden. Dort gab es keine Sperranlagen.

## Baugeschichte
Die quadratische, 38,80 × 38,80 Meter (= 0,15 Hektar) große Anlage wurde in der für spätantike Wehranlagen typischen Bauweise eines Quadriburgium errichtet. In den vier Ecken standen rechteckige Türme, die weit aus dem Verband der sehr sorgfältig konstruierten Umfassungsmauer herausragten. Die Nordwestecke war mit über sechs Metern Höhe am besten erhaltenen. An der Süd- und Nordseite befanden sich zusätzlich zwei ähnlich gestaltete Zwischentürme. Der einzige Zugang im Osten war von zwei rechteckigen Türmen flankiert. Ein hier eindringender Gegner konnte durch ein ins Kastellinnere ragendes Clavicula-Tor abgefangen werden, das einer ähnlichen Konstruktion am südwestlich gelegenen Kleinkastell Benia Guedah Ceder glich. Aus dem Inneren der Befestigung sind keinerlei Spuren weiterer Gebäude bekannt. Die bauliche Konstruktion gleicht ähnlichen Fortifikationen am tripolitanischen Limes die alle der Spätantike angehören. Henchir el-Hadjar besitzt zusätzlich einen umlaufenden, 20 Meter breiten Graben und einen davorliegenden Wall, dessen höchster Punkt rund 38 Meter von der Umwehrung entfernt liegt. Das Fundgut bestand aus reichhaltiger spätrömischer Keramik, dazu zählten auch zwei Fragmente von Lampen mit christlichen Motiven. Reste der römischen Brunnen fanden sich 100 Meter nordöstlich des Kastells.

## Weitere Bauten
Rund 250 Meter entfernt, in derselben Himmelsrichtung wie die Brunnen, lag ein stark zerstörtes Gebäude mit äußeren Verstärkungen. Südlich von der Stelle könnte ein weiterer Bau von 30 × 30 Metern existiert haben. Östlicher, rund 20 Meter entfernt, wurden die Reste einer Zisterne aus römischem Beton (Opus caementitium) entdeckt. 1,5 Kilometer nördlich des Kleinkastells fand sich eine weitere, 3 × 3,50 Meter große rechteckige Zisterne. 1,5 Kilometer nördlich von Henchir el-Hadjar soll noch eine rechteckige, 3 × 3 Meter große Zisterne liegen. Am Rand des östlich gelegenen Wadis Taoujout ließen sich die Überreste eines römischen Staudamms feststellen. Er diente möglicherweise dazu, das Wasser nach Henchir el-Hadjar zu leiten.